# Lucius Postumius Albinus (consul en -154)
Lucius Postumius Albinus est un homme politique romain du IIe siècle av. J.-C..
En 161 av. J.-C., il est élu édile curule.
En 154 av. J.-C., il est élu consul avec Quintus Opimius.